# آروبا در المپیک تابستانی ۲۰۲۴
کاروان المپیکی نمایندگان سرزمین آروبا، یکی از کاروان‌های ورزشی حاضر در بازی‌های المپیک تابستانی ۲۰۲۴ بودند. این دوره از بازی‌ها از ۲۶ ژوئیه تا ۱۱ اوت ۲۰۲۴ (۵ تا ۲۱ امرداد ۱۴۰۳ خورشیدی) به میزبانی پاریس، پایتخت فرانسه برگزار شد.  این حضور، دهمین حضور رسمی این کاروان المپیکی در بازی‌های المپیک تابستانی بود. نخستین حضور آنها در المپیک، به سال ۱۹۸۸ بازمی‌گردد و پیش از آن، ورزشکاران این منطقه به عنوان بخشی از ورزشکاران هلند در المپیک شرکت می‌کردند. آن‌ها تاکنون موفق به کسب مدالی در مسابقات المپیک نشده‌اند و این روند در این دوره از بازی‌ها ادامه داشت.

## شرکت‌کنندگان
در زیر فهرست شمار شرکت کنندگان در بازی‌ها آمده است.
| ورزش             | مردان | زنان | جمع |
| ---------------- | ----- | ---- | --- |
| دوچرخه‌سواري      | ۰     | ۱    | ۱   |
| قایقرانی بادبانی | ۲     | ۰    | ۲   |
| تیراندازی        | ۱     | ۰    | ۱   |
| شنا              | ۱     | ۱    | ۲   |
| کل               | ۴     | ۲    | ۶   |

## دوچرخه‌سواری

### BMX
مسابقه
دوچرخه‌سواران آروبان یک سهمیه واحد را در مسابقات BMX زنان برای المپیک پاریس ۲۰۲۴ از مسیر تخصیص نقاط جهانی کسب کردند. این نشان‌دهنده بازگشت مردم این سرزمین به این ورزش از آخرین حضور در سال ۱۹۹۶ است. 
| شانایا هاول | مسابقه زنان | ۲۳ | ۲۳ | پیشروی نکردن |

## قایقرانی
برای نخستین‌بار از سال ۲۰۱۶ ، قایقرانان آروبان از راه بازی‌های پان‌آمریکن ۲۰۲۳ در سانتیاگو ، شیلی، توانستند جواز حضور یک قایق در هر یک از کلاس‌های زیر را در المپیک پاریس کسب کنند. 
رویدادهای حذفی
| اتان وسترا | IQFoil مردانه | ۱۱ | ۱۲ | ۱۲ | ۱۷ | ۱۰ | ۱۳ | ۸ | ۱۱ | ۳ | ۶ | ۸ | ۲ | ۷ | لغو | ۹۰ | ۹ Q | ۵ | پیشروی نکرد | پیشروی نکرد | ۸ |

رویدادهای مسابقه مدال
| ورزشکار        | رویداد        | مسابقه | مسابقه | مسابقه | مسابقه | مسابقه | مسابقه | مسابقه | مسابقه | مسابقه | مسابقه | مسابقه | امتیاز خالص | رتبه نهایی |
| ورزشکار        | رویداد        | 1      | 2      | 3      | 4      | 5      | 6      | 7      | 8      | 9      | 10     | M*     | امتیاز خالص | رتبه نهایی |
| -------------- | ------------- | ------ | ------ | ------ | ------ | ------ | ------ | ------ | ------ | ------ | ------ | ------ | ----------- | ---------- |
| جاست ون آنهولت | ایلکا ۷ مردان | ۲۶     | ۳۹     | ۲۵     | ۲۴     | ۳۴     | ۱۰     | ۲۳     | ۳۶     | لغو شد | لغو شد | EL     | ۱۷۸         | ۳۳         |

M = مسابقه مدال; EL = حذف شد - به مسابقه مدال صعود نکرد

## تیراندازی
تیراندازان آروبان بر اساس تخصیص امتیازهای جهانی به یک سهمیه برای المپیک پاریس ۲۰۲۴ دست یافتند. 
| ورزشکار      | رویداد                   | صلاحیت | صلاحیت | نهایی       | نهایی       |
| ورزشکار      | رویداد                   | نکته‌ها | رتبه   | نکته‌ها      | رتبه        |
| ------------ | ------------------------ | ------ | ------ | ----------- | ----------- |
| فیلیپ الهاگه | تپانچه بادی ۱۰ متر مردان | ۵۵۴    | ۳۳     | پیشروی نکرد | پیشروی نکرد |

## شنا
شناگران آروبانی استانداردهای ورود را در مسابقات زیر برای پاریس ۲۰۲۴ کسب کردند (حداکثر دو شناگر در زمان مقدماتی المپیک (OQT) و مکان جهانی). 
| میکل شرودرز | ۵۰ متر آزاد مردان  | ۲۲٫۱۴ | ۲۶ | پیشروی نکرد |
| میکل شرودرز | ۱۰۰ متر آزاد مردان | ۴۸٫۸۴ | ۲۶ | پیشروی نکرد |
| کلوئه فارو  | ۵۰ متر آزاد زنان   | ۲۶٫۴۹ | ۳۲ | پیشروی نکرد |